# Bengt Ragnarsson
Bengt Torsten Ragnarsson, född 27 november 1934 i Uppsala, död 21 augusti 2021 i Skokloster, var styrelseledamot i Svenska Fotbollförbundet 1989–1998, ordförande i Upplands Fotbollförbund 1988–1997 samt allsvensk fotbollsspelare i AIK 1958. Han hade bland annat uppdraget att vara överledare för herrlandslaget i fotboll under VM i USA 1994.